# Hans Egede Medaillen
Hans Egede Medaillen gives som belønning for fremragende ydelser i den geografiske videnskabs tjeneste af Det Kongelige Danske Geografiske Selskab og tildeles "fortrinsvis for geografiske Undersøgelser og Forskninger i Polarlandene".
Det Kongelige Danske Geografiske Selskabs Egede Medaille i sølv er indstiftet på generalforsamlingen den 28. april 1916. Tegninger og overslag til medaljen blev fremlagt og vedtaget i rådsmødet den 2. december dette år og bestyrelsen bemyndiget til at sætte medaljen i produktion. På grund af 1. verdenskrig og deraf følgende mangel på materialer til stempler blev den først klar til uddeling i 1919. Medaljen er modelleret af kgl. hofgravør S. Lindahl, udgifterne afholdt af Hjerl-Fonden og udførelsen foretaget i kgl. hofjuveler August Thomsens etablissement.

## Modtagere
| Peter Freuchen             | 20.05.1921 |
| Godfred Hansen             | 20.05.1921 |
| Morten P. Porsild          | 20.05.1921 |
| Knud Rasmussen             | 02.12.1924 |
| Roald Amundsen             | 15.09.1925 |
| Lauge Koch                 | 01.11.1927 |
| H.G. Watkins               | 02.03.1932 |
| Therkel Mathiassen         | 06.12.1932 |
| Ejnar Mikkelsen            | 10.01.1933 |
| Kaj Birket-Smith           | 05.12.1933 |
| Hans W:son Ahlmann         | 02.02.1937 |
| Pálmi Hannesson            | 04.11.1947 |
| Eigil Knuth                | 18.11.1951 |
| Helge Larsen               | 01.02.1955 |
| Vivian Fuchs               | 30.04.1959 |
| Paul A. Siple              | 02.02.1960 |
| Willi Dansgaard            | 02.11.1971 |
| Børge Fristrup             | 02.11.1971 |
| Knud Ellitsgaard-Rasmussen | 07.12.1976 |
| Jørgen Meldgaard           | 07.12.1976 |
| Bent Fredskild             | 04.11.1980 |
| Gunnar Østrem              | 12.10.1982 |
| Trevor Lloyd               | 10.04.1984 |
| Preben Gudmandsen          | 25.11.1986 |
| Niels Steen Gundestrup     | 03.03.1992 |
| Bent Hasholt               | 01.10.1996 |
| Johannes Krüger            | 01.10.1996 |
| Bo Elberling               | 14.12.2017 |